# Werauhia sanguinolenta
Werauhia sanguinolenta là một loài thuộc chi Werauhia. Đây là loài bản địa của Colombia.

## Hình ảnh

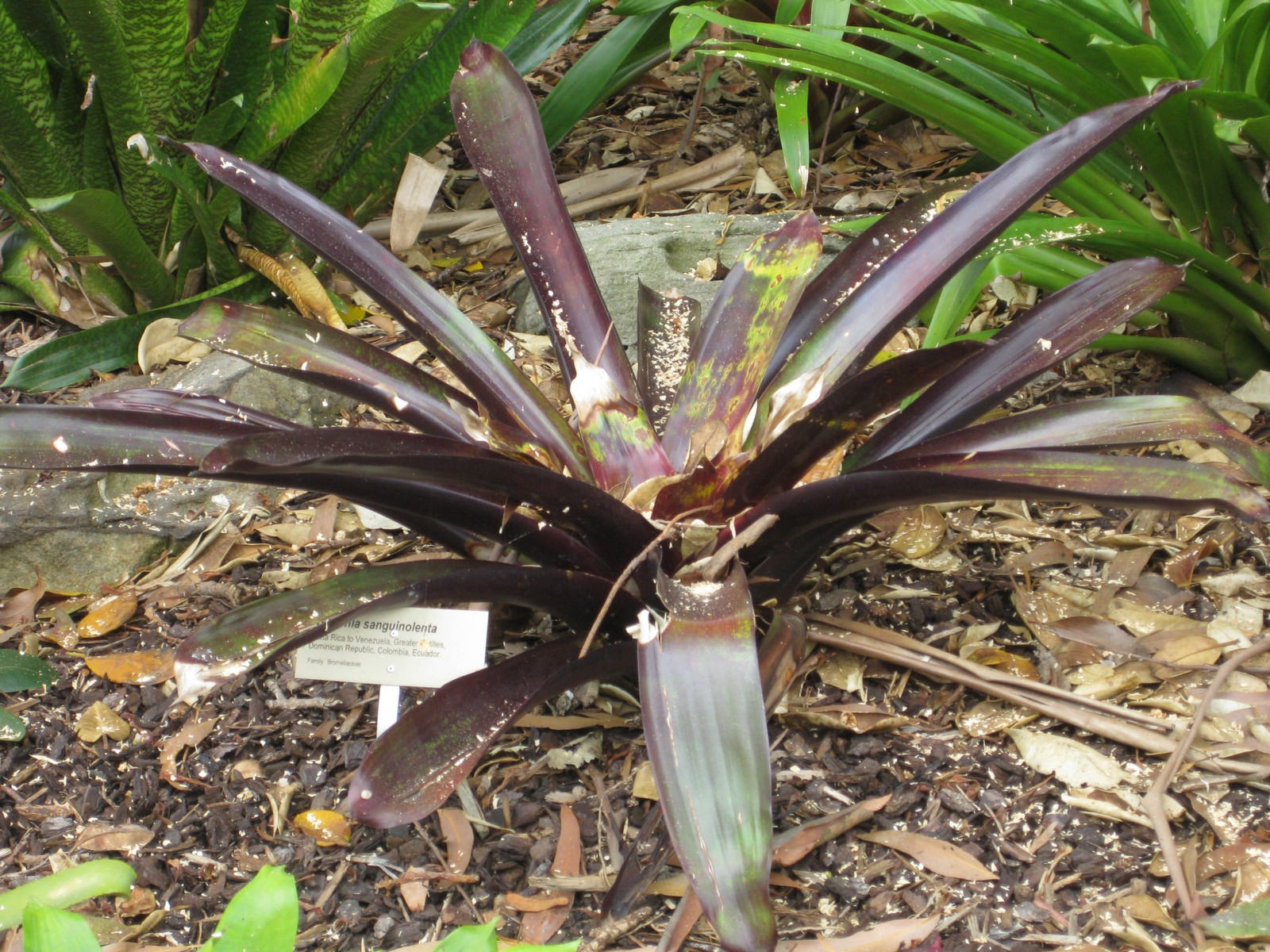
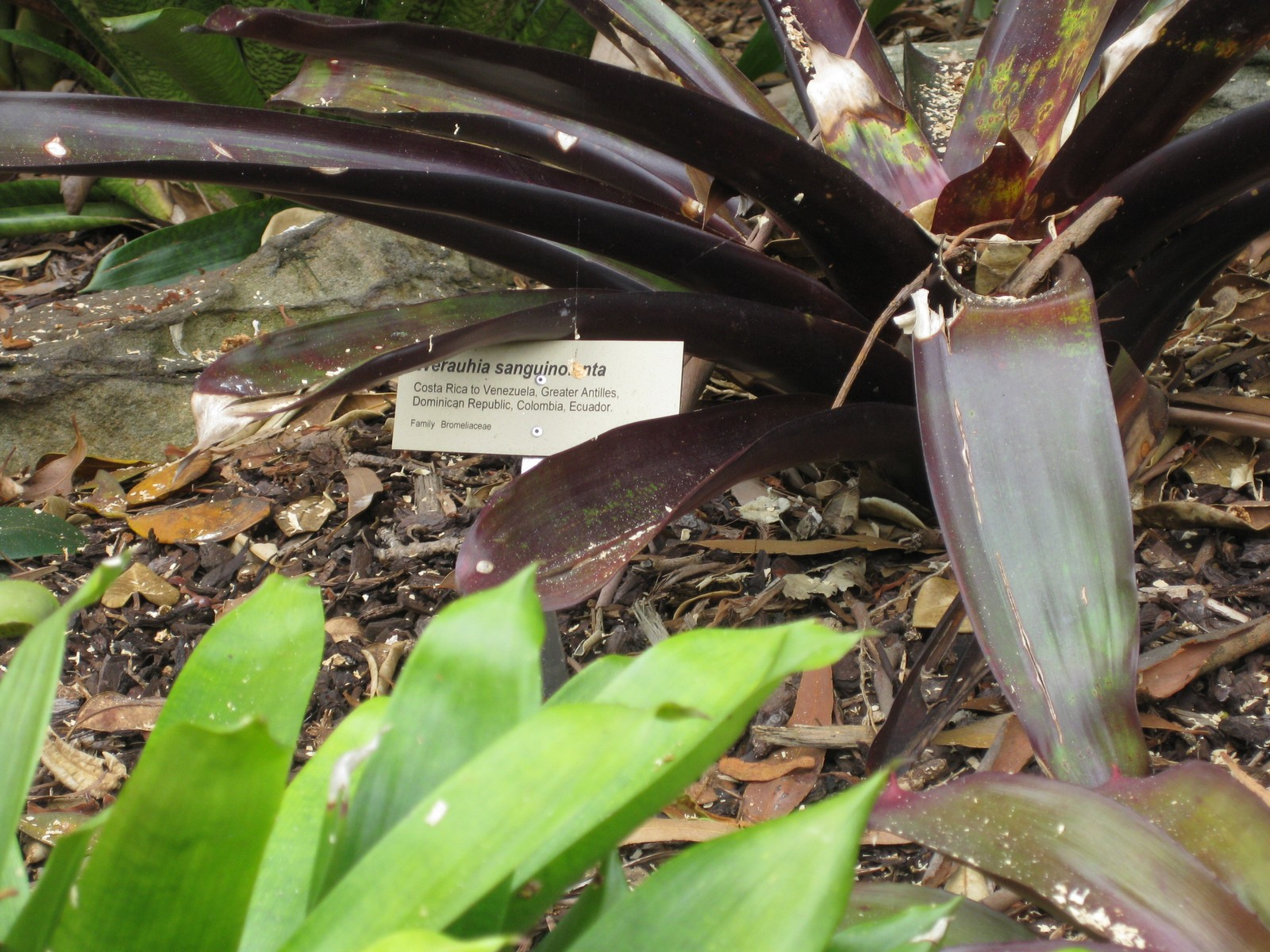

## Giống
- Werauhia 'Edna Shiigi'